# ガウス雑音
ガウス雑音（ガウスざつおん）は正規分布（ガウス分布ともいう）と等しい確率密度関数を持つ統計的雑音。言い換えると、ノイズがとる値がガウス分布であるということである。
ガウス確率変数を {\displaystyle z} とする確率密度関数 {\displaystyle p} は以下のようになる。
{\displaystyle p_{\mathrm {G} }(z)={\frac {1}{\sigma {\sqrt {2\pi }}}}\exp \left(-{\frac {(z-\mu )^{2}}{2\sigma ^{2}}}\right)}
{\displaystyle z} は階調レベルを、{\displaystyle \mu } は平均値を、{\displaystyle \sigma } は標準偏差を表す。
特殊な場合は白色ガウス雑音と呼ばれる。これは任意の時間の組み合わせの値が同分布であり、統計的に独立である（よって無相関である）場合である。通信路のテストやモデリングの際には、加算性白色ガウス雑音を生成するために、付加白色雑音としてガウス雑音が使用される。
電気通信及びコンピュータネットワークにおいては、通信路は導体中の原子の熱振動（熱雑音もしくはジョンソン・ナイキスト・ノイズと呼ばれる）などの多くの自然発生源、ショットノイズ、地球や他の温かい物体による黒体輻射、太陽などによる天体源による広帯域のガウスノイズの影響を受ける可能性がある。

## ディジタル画像におけるガウス雑音
ディジタル画像におけるガウス雑音の主な発生源は、画像の取得中に生じる。原因は照明が不十分、高温であることによるセンサノイズや送信中の電子回路ノイズである。ディジタル画像処理においては、ガウス雑音は空間フィルタを用いて低減することができる。画像をなめらかにする場合は、細かい画像エッジや細部が遮断した高周波にも対応しているため、それらのぼけができてしまうという望まない結果になる恐れがある。ノイズ除去を行う従来の空間フィルタリング技術には、平均（畳み込み）フィルタリング、メディアンフィルタリング、ガウシアンぼかしがある。